# Don't Follow
Don't Follow è un singolo del gruppo rock statunitense Alice in Chains, pubblicato nel 1994 ed estratto dall'EP Jar of Flies.

## Formazione
- Layne Staley – voce
- Jerry Cantrell – chitarra, voce
- Mike Inez – basso
- Sean Kinney – batteria, percussioni
- David Atkinson – armonica

## Classifiche
| Classifica (1994)             | Posizione massima |
| ----------------------------- | ----------------- |
| Stati Uniti (mainstream rock) | 25                |